# Aloe wollastonii
Aloe wollastonii är en grästrädsväxtart som beskrevs av Alfred Barton Rendle. Aloe wollastonii ingår i släktet Aloe och familjen grästrädsväxter. Inga underarter finns listade i Catalogue of Life.